# 杜键
杜键（1933年11月—），男，广东南海人，中国油画家、美术理论家，曾任中国美术家协会理事，中央美术学院副院长。
杜键是韩国独立运动家金奎光与中国妇女运动先驱杜君慧之子。1945年韩国光复时，金奎光作为大韩民国临时政府国务委员返回韩国。杜君慧没能与金奎光去韩国，两人后离婚，在中国的孩子改为随母姓。